# Oranje agaatspanner
De oranje agaatspanner (Eulithis testata) is een nachtvlinder uit de familie van de spanners (Geometridae).
De soortaanduiding testata is afgeleid van het Latijnse testa (gebakken steen) en verwijst naar de grondkleur van de vleugel.

## Kenmerken
De voorvleugellengte bedraagt tussen de 13 en 19 mm. De grondkleur van de voorvleugels kan variëren van oranjebruin tot donkerbruin. Over de vleugel loopt een brede wit omrande middenband met knik. Bij de apex is een opvallend wit streepje te zien dat een donkerder driehoekige vlek deels begrenst. De achtervleugel is wittig.

## Waardplanten
De oranje agaatspanner gebruikt bosbessen, wilgen, berken en populieren (met name ratelpopulier) als waardplanten. De rups is te vinden in juni en juli. Hij overwintert als ei.

## Voorkomen
De soort komt voor in het Palearctisch gebied en het Nearctisch gebied. In Europa ligt de zuidgrens van het areaal bij de Alpen.

### Nederland en België
De oranje agaatspanner is in Nederland en België een vrij gewone soort. Hij wordt vooral gevonden in de duinen en in heidegebieden. De vlinder kent jaarlijks twee generaties die vliegen van juli tot halverwege september.